# Касрилс, Ронни
Рональд «Ронни» Касрилс (англ. Ronald «Ronnie» Kasrils, родился 15 ноября 1938, Йоханнесбург) — южноафриканский борец с апартеидом, подпольщик, член Южно-Африканской коммунистической партии, член Национального исполнительного комитета Африканского национального конгресса, министр разведки ЮАР.

## Происхождение
Его предки — еврейские иммигранты, бежавшие от погромов в конце XIX века. Мать воспитывала детей в духе религиозного и социального равноправия. Учился в школе короля Эдварда VII (англ. King Edward VII School), где на него произвела большое впечатление история Великой Французской революции. Молодой Касрилс тут же провёл параллели между режимом апартеида и угнетённым положением французских крестьян, жестокостью аристократии.
С 1958 по 1960 год писал сценарии в Йоханнесбурге, с 1960 до 1962 год — теле- и кинорежиссёром в отделе рекламы фирмы «Lever Brothers» в Дурбане.

## Подпольная борьба и эмиграция
После расстрела в Шарпевиле в 1960 году вступил в Африканский национальный конгресс. В 1961 году стал секретарём Демократического конгресса — союзной Африканскому национальному конгрессу партии и вступает в запрещённую в 1950 году Южно-Африканскую коммунистическую партию. В 1962 г. ему были запрещены любые публичные выступления.
Был одним из создателей (1961) и руководителей (1963) вооружённых формирований Африканского национального конгресса — «Копьё нации» (зулу Umkhonto we Sizwe). В 1964 г. проходил военную подготовку в СССР в Одессе, а в конце 1985 года был направлен Южно-Африканской коммунистической партией и Африканским национальным конгрессом в Лондон, где, совместно с Дж. Слово и другими товарищами, был сформирован специальный комитет для руководства подпольным движением.
Спасаясь от преследования южноафриканских спецслужб, постоянно менял своё место жительства: Лондон, Луанда, Мапуто, Свазиленд, Ботсвана, Лусака, Хараре. В 1983 году был назначен главой разведки «Копья нации».

## Возвращение в ЮАР
В 1985—1989 годах — член Революционного (позднее — Военнополитического) совета Африканского национального конгресса, в 1990—1991 годах работал под прикрытием в ЮАР, в 1991—1994 годах возглавил заключительную кампанию Африканского национального конгресса против апартеида. Он возглавлял колонну протестующих, прорвавшихся на стадион Бишо, когда по ним открыли огонь силы Оупа Гцгозо (это событие получило название «резня в Бишо»).
После победы на выборах Нельсона Манделы, 24 июня 1994 года назначен заместителем министра обороны. В 1999—2004 годах — министр водных и лесных дел. В 2004—2008 годах — министр разведки и контрразведки. Ушёл в отставку следом за президентом Табо Мбеки. Режим же следующего президента от Африканского национального конгресса, Дж. Зумы, Касрилс жёстко критиковал: требовал его отставки, на выборах 2014 года призывал не голосовать за Африканский национальный конгресс под началом Зумы, высказывался в поддержку левопопулистского откола от АНК — партии «Борцы за экономическую свободу», — и вошёл в национальный рабочий комитет по созданию на базе Национального профсоюза металлургов Южной Африки новой левой рабочей партии «Объединённый фронт».

## Публицист и писатель
Даже занимая министерские посты, часто выступал со статьями на различные темы: от обороны страны до истории борьбы с апартеидом, от лесных и водных проблем до внешнеполитических конфликтов (Израиль—Палестина).
Пишет книги, в том числе — переведённая на русский язык автобиография, повествующая о подпольной борьбе («Вооружён и опасен. От подпольной борьбы к свободе». ИТРК, 2005 г., 408 стр. ISBN 5-88010-214-9), воспоминания о его жене Элеанор, исследования философа Бертрана Рассела и поэзии.